# Улица Александра Војиновића (Београд)
| Улица · АЛЕКСАНДРА ВОЈИНОВИЋА | Улица · АЛЕКСАНДРА ВОЈИНОВИЋА |
| ----------------------------- | ----------------------------- |
|                               |                               |
| Општина                       | Раковица                      |
| Почетак                       | 13. октобра                   |
|                               |                               |
|                               |                               |

Улица Александра Војиновића се налази у Београду, главном граду Србије, у градској општини Раковица.

## Опис улице
Улица Александра Војиновића почиње у улици 13. октобра, чији је продужетак. Прво скреће на југозапад, затим укосо на југ, а затим на југоисток пре него што се спаја у улицу Љубише Јовановића; затим иде поред железничке пруге пре него што заврши у ћорсокаку.

## Саобраћај
Станица Ресник, која је део регионалне експрес мреже Беовоз, налази се у улици број 78. Можете ићи следећим линијама
- 2 (Рипањ - Ресник - Раковица - Панчево - Војловица), 3 (Стара Пазова - Батајница - Београд Центар - Раковић - Ресник - Рипањ) и
- 5 (Нова Пазова - Батајница - Београд Центар - Раковица - Ресник - Младеновац)[3].

Станицу опслужују три аутобуске линије предузећа ГСП Београд које пролазе улицом и то линије 
- 47 (Славија – Станица Ресник)[4],
- 503 (Вождовац – Станица Ресник)[5] и
- 504 (Миљаковац 3 – Станица Ресник)[6].